# Sociologija u Turskoj
Sociologija u Turskoj prošla je kroz nekoliko razvojnih faza počevši od proto-sociologije u 16. i 17. veku. Sredinom 19. veka, sociologija je predavana u sklopu filozofije, i nekritički je usvajala zapadne društvene teorije i zapostavljala je istraživanje. Kao reakcija na jačanje zapadnog liberalizma među intelektualcima, sultan Abdul Hamid II ukinuo je ustav i primorao liberalne mislioce na dobrovoljno ili prisilno progonstvo. Jaz koji je usledio između zapadnog liberalizma i panislamizma na kraju je doveo do Mladoturske revolucije 1908.
Nakon revolucije 1908, sociolozi su pokušali da shvate osnove evropeizacije kako bi mogli da nakaleme zapadnu organizaciju društva na osmanske institucije i tursku kulturu. Sociolozi tog vremena bili su pod velikim uticajem evropskih, uglavnom francuskih, sociologa. Za vreme i posle događaja koji su vodili ka Turskom ratu za nezavisnost (1919-1923), navodni otac turske sociologije, Zija Gokalp, zalagao se za raskid osmanske i zapadne ideologije. Umesto toga tvrdio je da je panturkizam odgovarajuća osnova za nacionalnu državu, što je uticalo na kemalističko osnivanje moderne turske države. Ova veza između sociologije i razvoja nacionalne države i dalje je relevantna tema i u savremenoj sociološkoj misli u Turskoj. Sociologija u Turskoj ponovo je bila pod velikim uticajem zbog velikog priliva nemačkih mislilaca za vreme Drugog svetskog rata i kasnije pod uticajem američke sociologije. Danas se turska sociologija predaje kao izučavanje socijalnih problema uz korišćenje naučnih istraživačkih metoda.
Iako je postojalo šest različitih asocijacija organizovanih da utemelje sociološku misao u Turskoj, sadašnja Turska Sociološka Asocijacija osnovana je 1990. u Ankari sa 40 članova, 2010. asocijacija je imala 600 članova. Asocijacija je počela da objavljuje dva puta u toku godine, recenzirani časopis, Časopis socioloških istraživanja (Sosyoloji Araştırmaları Dergisi) 1998. godine.

## Klasična

### Mustafa Rešid Paša
Mustafa Rešid Paša (1779-1858) bio je osmanski državnik i diplomata, najpoznatiji kao glavni organizator osmanskih državnih reformi poznatih kao Tanzimatske reforme. Bio je ambasador u Francuskoj i Ujedinjenom kraljevstvu gde je došao u dodir sa zapadnom sociološkom mišlju. Stupio je u kontakt sa Silvesterom de Sasijem i Ogistom Kontom. "Njegov razgovor sa Kontom o metodama za poboljšanje osmanske vlade i društva vrlo verovatno predstavljaju prvi direktan dodir jednog osmanskog vođe sa zapadnom sociološkom mišlju."

### Ahmed Riza i pozitivizam
Ahmed Riza bio je sledbenik Kontovog pozitivizma.

### Princ Sabahadin i Le Plej
Princ Sabahadin studirao je u Parizu od 1904. do 1906. sa sledbenicima Le Plejove škole.

## Moderna

### Zija Gokalp i panturkizam
Za vreme Mladoturske revolucije nekoliko turskih intelektualaca tražili su put napred. Mnogi od ključnih figura u panturkističkom pokretu bili su inspirisani francuskom mišlju. Na primer, Jusuf Akčura (1876-1935) bio je prognan iz Istanbula u Tripoli 1896, ali je pobegao u Pariz 1899. gde su ga podučavali francuski istoričar Alber Sorel i sociolog Emil Butmi.
Ziju Gokalpa (1875-1924) neki smatraju kao pravim osnivačem turske sociologije, pošto je ustanovio nove teorije, a nije samo prevodio ili tumačio stranu sociologiju. Veliki deo njegovog dela zasnovan je na delima Dirkema i on je preveo na turski radove mnogih mislilaca, većinom francuza, a to su uz Dirkema, Lisjen Levi Bril, Pol Fokone i Marsel Maus. Prva katedra za sociologiju u Turskoj osnovana je na Univerzitetu u Istanbulu (koji se zvao Darulfunun do 1933) posebno za Gokalpa, gde je on počeo da predaje sociologiju 1912. Osnovao je 1915. sociološki istraživački institut i prvi turski Časopis o sociologiji (Iimaiyat Mecmuasi). Kao što Nijazi Berkas govori: "U stvari, svi turski sociolozi novijeg vremena [1936] su direktni ili indirektni učesnici Gokalpa."
Gokalpa je mučio glavni problem njegovog vremena - kako nastaviti posle propadanja Osmansnog carstva - i njegov odgovor je bila jasna "nacionalistička sociologija". Tvrdio je da je "tradicija" način ponašanja koji je nametnut pojedincima od strane zajedničkih elemenata njihove civilizacije. U ovom slučaju, civilizacija je bilo carstvo koje je spojilo različite zajednice. Kultura se, sa druge strane, sastojala od "običaja" pojedinačnih etničkih grupa, i bila je uglavnom sentimentalna. "Socijalni problemi" su se pojavili kada je došlo do sukoba između "tradicija" i "običaja". Pa tako, "Kada je "tradicija" jedne civilizacije u skladu sa "običajima" određenog naroda, ona se inkorporira u "institucije", inače ostaje običan "fosil.'". Govorio je da su "nacije" prve "etničke grupe", i počinju da osećaju svoju jedinstvenost ponovo kada se carska država raspala, iako njihov identitet gubi mnogo od svoje originalnosti i karaktera dok je potčinjen civilizaciji.
Zalagao se za raskid osmanske i zapadne ideologije, ali i za raskid sa islamskom ideologijom arapskih carsava. Umesto toga zaključio je da je panturkizam odgovarajući osnov za novu nacionalnu državu i da se oni elementi zapadne i islamske kulture koji su odgovarali turskoj kulturi usvoje a ostali da se odbace. Ovo je postalo poznato kao slogan "Poturči, islamizuj, modernizuj", koji je usvojen iz njegovih članaka koji su objavljivali u časopisu "Turk Yurdu" od 1912. do 1914. koji su kasnije skupljeni u knjigu pod nazivom "Turkifikacija-Islamizacija-Modernizacija (Türkleşmek-İslamlaşmak-Muasırlaşmak), objavljenoj 1918. Usvojio je slogan azerbejdžanskog intelektualca Ali-bega Huesinzadea, "jednog od njegovih najbitnijih učitelja". Ovo je jako uticalo na Turski nacionalni pokret i na kemalističko osnivanje moderne Turske Republike.

## Savremena
Turska je iskusila mnogo političkih nemira za vreme sedamdesetih. 

## Pogledajte takođe
Serif Mardin